# Gerda (lundaspex)
Gerda är titeln på vad som räknas som det allra första lundaspexet.
Gerda bygger på Esaias Tegnérs dikt om jättekvinnan med samma namn (dotter till Jätten Finn) och uruppfördes den 26 november 1886. Spexet har sedan återuppsatts ett flertal gånger fram till 1937. Huvudförfattare var förmannen för Akademiska Föreningens sociala utskott, Otto Sylwan, samt Ewert Wrangel, senare professor i estetik och konsthistoria. Mindre bidrag lämnades av Arthur Stille (senare professor i historia) och Hans Cavallin.
Den i dag mest ihågkomna kupletten ur spexet är duetten Fy, han Valdemar som fortfarande framförs ganska ofta vid så kallade spexkavalkader.